# Veneri in collegio
Veneri in collegio (Escándalo en el internado) è un film del 1965 diretto da Marino Girolami.

## Trama
Tre giovani giornalisti, fingendosi idraulici, riescono ad entrare in un sorvegliatissimo collegio femminile svizzero per fotografare una ragazza, futura moglie di uno sceicco arabo. Con lo stesso scopo arrivano al collegio altri tre giornalisti di una rivista scandalistica parigina, fingendosi membri di un ente per il controllo dei collegi. Tra i due gruppi di giornalisti si scatenerà una vera e propria battaglia per riuscire a fotografare la promessa sposa. La temporanea assenza della severissima direttrice e l'arrivo di due finti arabi, che in realtà sono un regista ed un attore, complicheranno ulteriormente la situazione.